# 정렴
정렴(鄭磏: 1506년 3월 28일(음력 3월 4일)~1549년 8월 8일(음력 7월 16일))은 조선 전기의 학자이다. 자(字)는 사결(士潔)이며, 호(號)는 북창(北窓)이다. 본관은 온양(溫陽)이다. 장악원 주부와 관상감, 혜민서의 교수를 역임하였다.

## 이력
여러 나라 언어에 능통했다. 또한 의술에 정통해 궁중에 여러 차례 불려가기도 했다. 1537년(중종 32년)에 사마시에 합격했다.
부친 정순붕이 을사사화의 주역이 되자 이를 적극 말리다가 뜻을 이루지 못하여, 관직을 버리고 '거짓으로 미친 체를 하며' 경기도 과천 관악사(冠岳寺), 양주 괘라리(掛羅里), 광주 청계사(淸溪寺) 등에 은거하였다가 44세로 사망했다. 화담 서경덕의 수제자인 박지화와 친한 사이였다. 미수 허목은 "정렴은 남과 이야기 할 때는 단 한마디라도 공자의 학문에서 벗어난 적이 없으니, 그 깨달음은 중과 같고 그 행적은 노자와 같았으나, 사람을 가르치는 데는 성인으로 종지를 삼아서였을 것이다"라고 평하였다.

## 저서
- 《북창고옥양선생시집》(北窓古玉兩先生詩集): 아우인 정작의 작품과 같이 실려 있다.
- 《삼현주옥》(三賢珠玉): 송인수, 성제원의 작품과 같이 실려 있다. 위의 문집에는 30여 편이 실려 있는데, 이 책에는 80여 편이 실려 있다.
- 《용호비결》 : 단전호흡 교재

## 전기 자료
- 《을사전문록》, 정렴 전
- 성수익, 〈정렴의 행실〉(《삼현주옥》 권 하에 수록됨)
- 허목, 《기언》 권11, 〈청사열전(淸士列傳)〉, 정북창

## 같이 보기
- 서경덕
- 박지화
- 허목